# Bulgaarse staatsgreep 1923

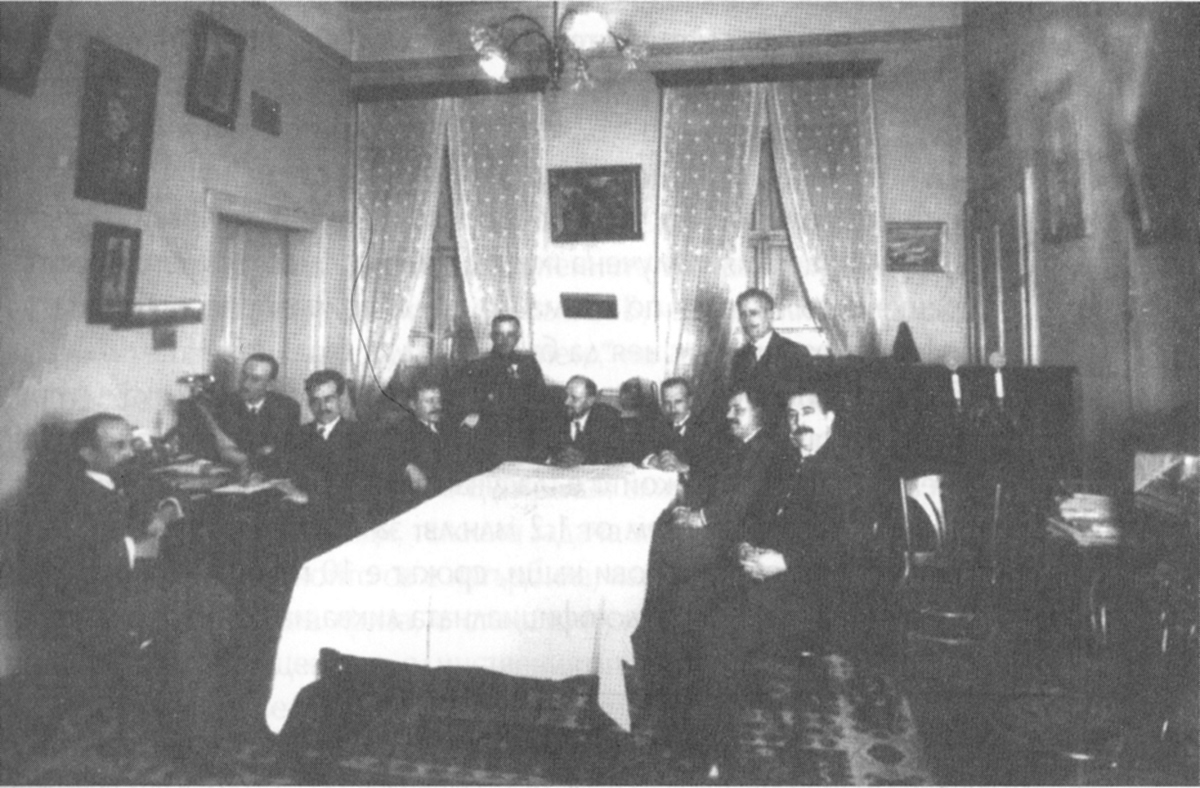
De coupplegers ten huize van generaal Ivan Roesev, v.l.n.r.: Dimo Kazasov (BRSDP), Kimon Georgiev (Militaire Unie), Nikola Ratsjev, Janaki Mollov, Ivan Valkov (Militaire Unie), Aleksandar Tsankov, Khristo Kalfov, Ivan Roesev, Petar Todorov (RDP), Tsvetko Bobosjevski (ONPP)

De Bulgaarse Staatsgreep van 1923, was een succesvol uitgevoerde militaire staatsgreep die op 9 juni plaatsvond in het koninkrijk Bulgarije en een einde maakte aan de regering van de Bulgaarse Agrarische Nationale Unie (BZNS) onder leiding van premier Aleksandar Stambolijski (1879-1923). De staatsgreepplegers brachten vervolgens een rechtse regering onder Aleksandar Tsankov (1879-1959) aan de macht.

## Voorgeschiedenis

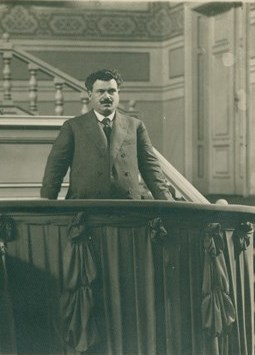
Premier Aleksandar Stambolijski (1879-1923) werd na de staatsgreep vermoord

Na de voor Bulgarije desastreus verlopen Eerste Wereldoorlog (1914-1918), waarin Bulgarije zich onder tsaar Ferdinand I (1861-194) had verbonden met de centrale mogendheden (Duitsland, Oostenrijk-Hongarije, Ottomaanse Rijk), kwam er in 1919 in het land een regering onder leiding van de charismatische boerenleider Aleksandar Stambolijski aan de macht. Hij sloot het Verdrag van Neuilly met de Entente  (1919), waarvan de bepalingen door veel Bulgaren, zeker in nationalistische kringen, als vernederd werden ervaren. Een van de bepalingen was de reductie van het leger tot 20.000 man. Premier Stambolijski, een pacifist die gedurende de oorlog vanwege zijn opvattingen gevangen zat, was er evenwel op gebrand uitvoering te geven aan de bepalingen in het verdrag. Dit stuitte op fel verzet onder jonge, nationalistische officieren die de Militaire Unie, een geheim genootschap van officieren, hadden opgericht. Stambolijsksi voerde een ambitieus hervormingsbeleid door, waarbij hij kleine- en middelgrote boeren steunde, landbouwcoöperaties stimuleerde, het grootkapitaal beperkte (o.a. door nationalisering van grote industrieën) en het wonen in steden ontmoedigde. De plannen om van Bulgarije een landbouwparadijs te maken konden rekenen op de steun van de boeren, maar was tegen het zere been van grootindustriëlen, de stedelijke middenklasse en de communisten. Bij de verkiezingen van april 1923 kwamen alle zetels in het parlement, op 33 na, aan de BZNS. Stambolijkski ging zich steeds dictatorialer opstellen en maakte zo steeds meer vijanden.
Stamoblijksi haalde de woede van de Binnenlandse Macedonische Revolutionaire Organisatie (IMRO) op de hals vanwege een verdrag met Joegoslavië (Verdrag van Niš) waarbij Bulgaarse regering beloofde een einde te maken aan de revolutionaire activiteiten die de IMRO vanaf Bulgaars grondgebied in Joegoslavië uitvoerde.
In het geheim kwamen de leiders van de Militaire Unie, de burgerlijke partijen, een deel van de leiding van de sociaaldemocraten en de IMRO bijeen om een einde te maken aan het bewind van premier Stambolijski. De communisten, hoewel scherp gekant tegen Stambolijski (hij was immers een voorstander was van allemaal kleine en middelgrote agrarische privébedrijven en een verklaard tegenstander van staatsboerderijen), werden echter buiten de samenzwering gehouden. De rol van de koning, Boris III (die in 1918 zijn vader Ferdinand was opgevolgd), in het complot is nooit geheel opgehelderd. Boris kon het op persoonlijk vlak goed vinden met zijn premier, maar wist dat velen binnen de BZNS republikeinse sympathieën koesterden en dat in 1922 tijdens een congres van de boerenpartij duidelijk was gemaakt dat de koning "moet weten, dat hij enkel tsaar is, maar niet regeert." Daarnaast werd het opperbevelhebberschap de koning ontnomen. Al met al reden genoeg voor koning Boris om zich zorgen te maken over zijn positie op de langere termijn.

## Uitvoering van de staatsgreep
In de nacht van 8 op 9 juni 1923 bezette het leger alle belangrijke gebouwen in de hoofdstad en de andere grote steden. Parlementsleden en ministers van de BANU werden gearresteerd. Binnen drie uur had het leger de situatie vrijwel volledig onder controle en werd professor Aleksandar Tsankov benoemd tot minister-president. De BANU en haar paramilitaire organisatie, de Oranje Garde, boden nauwelijks weerstand. De Bulgaarse Communistische Partij (BKP) was de enige politieke organisatie buiten de BANU die in theorie althans massaal mensen op de been had kunnen brengen ten gunste van Stambolijski en zijn regering, maar zij beschouwden het conflict tussen BANU en de coupplegers als een "strijd tussen de stedelijke burgerij en de agrarische bourgeoisie" en kwamen niet in actie. Stambolijski wist te ontkomen en vluchtte naar zijn geboortedorp Slavovitsa vanwaar hij een tegencoup probeerde te organiseren. Een dag na de staatsgreep dwong de nieuwe regering de koning om de nieuw ontstane situatie te legitimeren.

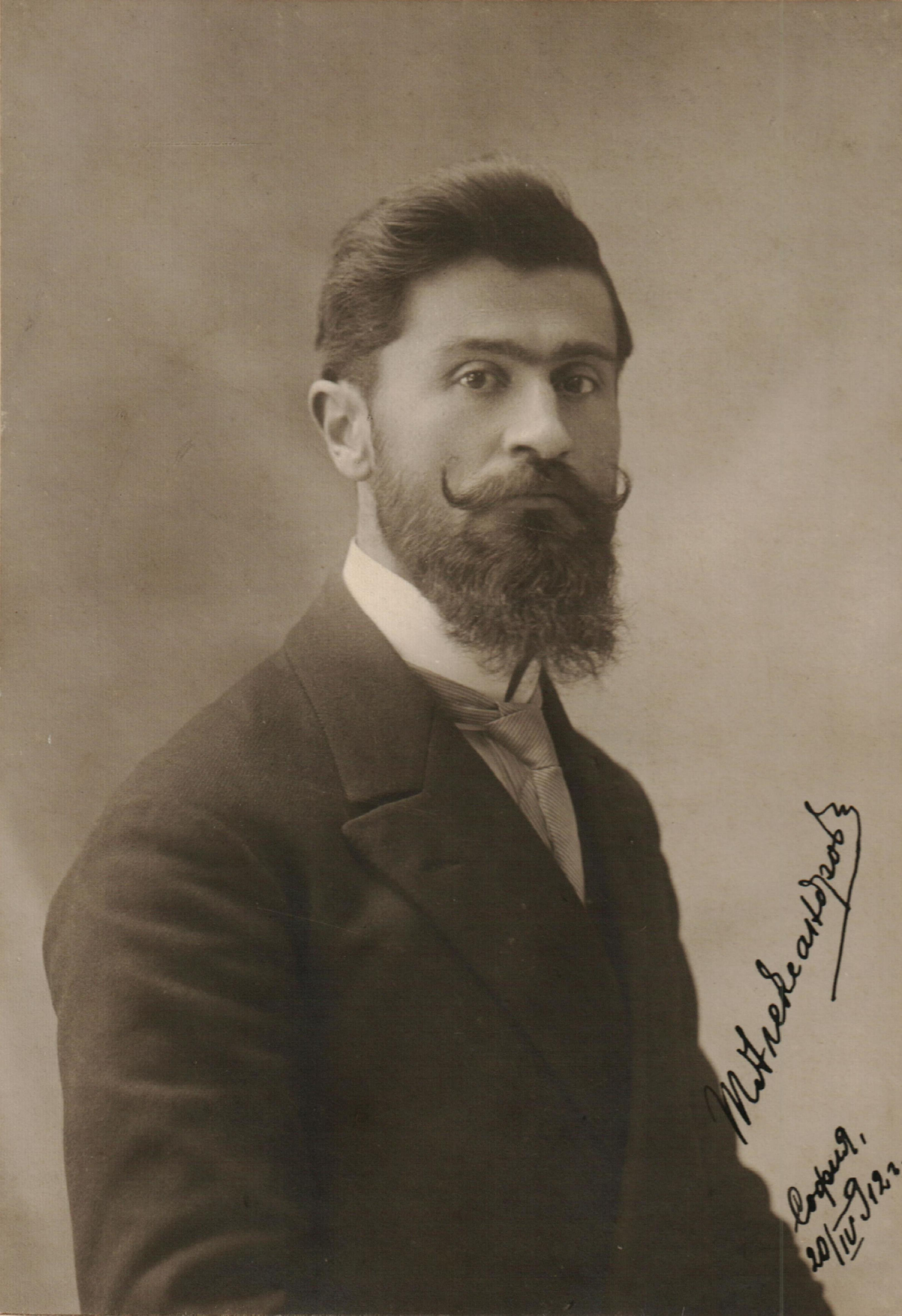
IMRO-leider Todor Aleksandrov (1881-1924)

Vijf dagen na de staatsgreep werd Stambolijski samen met zijn broer opgepakt en uitgeleverd aan de IMRO. Militanten van deze organisatie martelden en mutileerden Stambolijski op gruwelijke wijze de beide broers tot de dood er op volgde. De hand waarmee Stambolijski het Verdrag van Niš had getekend werd afgesneden en zijn hoofd werd afgehakt en in biscuitdoos naar Sofia gestuurd.

## Nasleep
In juni 1923 brak een spontane boerenopstand uit, die door de regering hardhandig werd onderdrukt. Een serieuze, gecoördineerde opstand brak in september van dat jaar (de zgn. "Septemberopstand") uit. De leiding van deze opstand lag bij de BKP - die na een reprimande van de Komintern besloot tot deelname aan een gezamenlijke opstand met de boeren - en de linkervleugel van de BZNS. Aanvankelijk stond de opstand voor het voorjaar van 1924 gepland, maar de leiding van de BKP besloot de opstand te vervroegen tot 22 september 1923. Alleen in het noordwesten van het land (Provincie Pazardzjik) gaven boeren en arbeiders massaal gehoor aan de oproep van de BKP en BZNS om in opstand te komen. De opstand werd evenwel snel en gemakkelijk door de regering onderdrukt. Volgens communistische bronnen lieten 5.000 opstandelingen het leven. Veel prominente communisten en leden van de BZNS werden soms zonder vorm van proces geëxecuteerd. De periode van grootscheepse vervolging door de regering-Tsankov kreeg later de naam "Witte Terreur." Represailles van communistische zijde waren nadien vaak van terroristische aard, zoals de (mislukte) aanslag in de Sveta Nadeliakathedraal op de koninklijke familie en vooraanstaande politici en militairen op 16 april 1925. Het gevolg hiervan was nog meer repressie van de zijde van de regering.
Een deel van de coupplegers nam in 1934 en 1944 ook deel aan staatsgrepen.